# 長万部町学習文化センター
長万部町学習文化センター（おしゃまんべちょうがくしゅうぶんかセンター）は、北海道山越郡長万部町にある図書館と文化ホールの複合施設。

## 概要
長万部市街の北、公共施設が集中する中山大通（通称：センター通り）沿いにある長万部町図書館と長万部町文化ホールが同居する複合施設である。文化ホールでは舞台、公演などが不定期で開催されている。北海道立図書館インターネット予約貸出サービスの受取館に指定されている。
また、写真展｢長万部写真道場｣の開催会場でもある。

## 周辺
- 長万部温泉街
- 長万部市街
- 長万部町福祉センター
- 長万部町民センター
- 平和祈念館
- 植木蒼悦記念館
- B&G財団法人長万部海洋センター
- 長万部町ファミリースポーツセンター
- 長万部町営スキー場
- 長万部町青少年会館
- 長万部駅
- 長万部保線管理室
- 長万部公園